# 이시야가와역
이시야가와역(일본어: 石屋川駅 이시야가와에키[*])은 일본 효고현 고베시 히가시나다구에 있는 한신 전기철도 본선의 역이다. 역 번호는 HS 26이다.

## 역사
- 1905년 4월 12일: 영업 개시.
- 1995년
  - 1월 17일: 한신·아와지 대지진으로 인한 한신 본선 운행 중단.
  - 2월 7일: 이시야 강 차고의 재해 차량 철거 작업 개시.
  - 6월 26일: 미카게 ~ 니시나다 역 구간 운행 재개.
- 1996년 3월 20일: 이시야 강 차고 재건.
- 2009년 3월 19일: 이 날을 마지막으로 본선 준급 운행이 종료되어 우등 열차의 발착 해체.
- 2014년 4월 1일: 역 번호 도입.

## 역 구조
섬식 승강장 1면 2선의 성토 고가역이다. 산노미야 측에는 시야 강 차고가 소재하여 건넘선이 있는 관계로 정류장은 아니다. 개찰구는 1개소에서만 지상부에 있고 2층의 승강장은 일부에서 시야 강에
걸쳐 있다. 또한, 한신 본선의 역에서 1면 2선의 섬식 승강장은 본 역과 모토마치역 뿐이다.
한신・아와지 대지진으로 재해 전에는 상대식 승강장 2면 2선의 형태였다. 이시야 강 차고 유치선의 1개가 본 역 남쪽에 뻗어 있고, 지진 재해 전에는 미카게 역에서 유치선이 본 역 북쪽까지 이르렀다.

### 승강장
| 승강장 | 노선   | 방향 | 행선                                         |
| ------ | ------ | ---- | -------------------------------------------- |
| 1      | ■ 본선 | 상행 | 아마가사키・오사카 (우메다)・난바・나라 방면 |
| 2      | ■ 본선 | 하행 | 고베 (산노미야)・아카시・히메지 방면         |

- 실제로는 구내 상기의 승강장 번호 표기는 없지만, 공식 사이트 내에서는 상행 승강장이 1번, 하행 승강장이 2번 선으로 알려졌다. 또한, 상행 승강장에서 하행 방면(산노미야 방면)으로 출발 가능하다.
- 승강장 유효 길이는 19m급 한신 차량 6량 편성에 대응하는 120m이다. 다만, 2009년 3월 다이어 개정 이후 본 역에 정차하는 영업 열차는 한신 차량 4량 편성만 실시한다. 21m급의 긴키 닛폰 철도 차량 6량 편성은 정차 불가능하다.

## 역 주변
역전에는 다방이나 음식점이 몇 채 있을 뿐, 상점 등이 일절 존재하지 않는다. 다만, 역전에 구내 시설로는 매점이 있으며 역에서 약 200m 거리에 세븐 일레븐이 1채 있다.
- 고베 슈신칸
- 오토메즈카 고분
- 고베 시립 미카게 공회당
- 고베 시 건설국 동부 사무소
- 효고 현립 미카게 고등학교
- 고베 시립 미카게 초등학교
- 무코야마 이성원
- 도메이하치만 신사
- 이시야 강
- 이시야가와 공원
- 한신 전기철도 이시야가와 차고(고가 밑에 한큐 오아시스와 삼나무 약국이 들어서 있다)
- 오구라야 야나기모토 본사

## 인접역
| 한신 전기철도 ■ 본선     | 한신 전기철도 ■ 본선 | 한신 전기철도 ■ 본선         |
| ------------------------ | -------------------- | ---------------------------- |
| HS 25 미카게 우메다 방면 | ■ 보통               | 신자이케 HS 27 신카이치 방면 |